# Aletta Beck
Aletta Beck, född 1667 eller 1678, död efter 1740 i Kapkolonin, var en nederländsk poet. Hon var bosatt i Stellenbosch i Nederländska Sydafrika från 1705. 